# Dżamaludin (syn Szamila)
Dżamaludin (awar. Жамалудин, ros. Джема́ль ад-Дин; ur. 1829, zm. 1858) – rosyjski wojskowy awarskiego pochodzenia, syn Szamila.

## Życiorys
W 1839 roku, po nieudanej obronie twierdzy Alchugo, Dżamaludin został oddany przez ojca jako zakładnik podczas próby pertraktacji pokojowych z Rosjanami.
W czasie niewoli został on objęty osobistą opieką cara Mikołaja I, zdobył wykształcenie oraz awansował na porucznika carskich ułanów. Stacjonował m.in. w Łęczycy.
Na skutek pertraktacji Dżamaludin wrócił do ojca w 1855 roku w ramach wymiany za uprowadzone przez powstańców gruzińskie księżniczki i 40 tysięcy rubli.
Tęskniąc za zostawioną w Rosji ukochaną podupadł na zdrowiu, w konsekwencji czego w 1858 zachorował na nieokreśloną chorobę układu oddechowego i zmarł.